# قره‌یری
قره‌یری (به لاتین: Qarayeri) یک منطقه مسکونی در جمهوری آذربایجان است که در شهرستان ساموخ واقع شده است. قره‌یری ۵۹۱۰ نفر جمعیت دارد.